# BA 9000
BA 9000 ist ein Qualitätsmanagementsystem für Körperpanzerung, das 2012 vom National Institute of Justice (NIJ) eingeführt wurde. Es gilt als ein Qualitätsstandard für Körperpanzerung und legt die Konstruktion und Montageforderungen der Körperpanzer für Mitglieder des Bundes, der Länder, regionale und bundesweite Exekutivorgane und Strafvollzugsbehörden fest. Die Forderungen von BA 9000 sind nicht verpflichtend, sind jedoch vom NIJ empfohlen. Dieses möchte mithilfe von BA 9000 die Kontrolle von Körperpanzerung erhöhen, um Standards besser zu erfüllen.

## Voraussetzungen für eine BA-9000-Zertifizierung
BA 9000 wurde in Übereinstimmung mit ISO 9001 geschrieben, folglich verwirklicht eine mit BA 9000 zertifizierte Firma auch die Bedingungen der ISO 9001. Jedoch erfüllt ein Hersteller, der nach den Forderungen von ISO 9001 produziert nicht zwangsläufig die Bedingungen für eine BA 9000 Zertifizierung. Somit sind alle Standards von ISO 9001 in BA 9000 vereinigt, hinzu kommen aber noch folgende Punkte:
- Detaillierte CTP (Compliance Testing Program) -Dokumentation (einschließlich der Formulare, Anträge und Standard-Betriebsverfahren sowie Prüfberichte und sonstige Kommunikation mit der CTP), welche kontrollierte Dokumente sind und als ein Kriterium für die Akzeptanz des Produktes in Betracht gezogen werden sollen.
- Versichert die Haftung für die Rüstung durch eine eindeutige Kennung jedes Stückes. Diese gewährleistet eine Rückverfolgbarkeit vom Rohstoff bis zum Endprodukt.
- Vorgabe des Managementsystems der Arbeitsbereiche, um negative Auswirkungen auf die Rüstung zu reduzieren.
- Vorschrift, dass Tests in genehmigten Einrichtungen mit einer ISO 17025 Zertifizierung vorgenommen werden müssen.
- Dokumentationsanforderungen bezüglich der Erhaltung von Rohstoffen und Konstruktionsdetails der Körperpanzer.
- Prüfung der Kompetenzen der Mitarbeiter mit Zustimmungsautorität.
- Während des gesamten Produktionszyklus Schutz von ballistischen Materialien vor schädlichen Umwelteinflüssen (wie Temperatur, Feuchtigkeit, Verschmutzung, grobe Handhabung und UV-Strahlung).[2]

Um eine BA-9000-Zertifizierung zu bekommen, wird die Einhaltung der Anforderungen vom ANSI (American National Standards Institute)-ASQ (American Society for Quality) National Accreditation Board (ANAB) geprüft.

## Vorteile eines BA 9000-Zertifikats
Durch eine BA-9000-Zertifizierung ergeben sich einige Vorteile:
- Reduzierte Testfrequenz: Hersteller, die BA-9000-zertifiziert sind, können die Testfrequenz auf die Hälfte reduzieren (ohne BA 9000 Zertifizierung: Tests alle 10 Monate vorgeschrieben, mit BA 9000-Zertifizierung: Tests alle 20 Monate vorgeschrieben). Dies führt zu einer eindeutigen Verringerung der Überwachungsprüfkosten.
- Wettbewerbsvorteil: Die Zertifizierung nach einem Standard wie BA 9000 lässt auf ein qualitativ hochwertiges Produkt schließen. Dies kann, besonders in dieser Branche, ein entscheidender Vorteil sein, da Qualität hier den Unterschied zwischen Leben und Tod bedeuten kann.

Bevor die Anzahl an Überwachungsprüfungen reduziert werden kann, muss der Hersteller eine Verringerung der Überwachungsfrequenz beantragen und Beweise der BA- 9000-Zertifizierung an das NIJ CTP liefern. Dies beinhaltet:
- Einen Antrag von einem autorisierten Vertreter der Produktionsfirma oder einem Verantwortlichen der betroffenen Fertigungsstandorte
- Kopien der geltenden BA-9000 Zertifikate

Um das Vertrauen in die Leistung eines bestimmten Körperpanzermodels dauerhaft zu gewährleisten, ist es für den Hersteller von großer Bedeutung einheitliche Prozesse bei der Produktion (unabhängig vom Standort) aufrechtzuerhalten. Folglich wird das NIJ CTP nicht den Produktionsstandort mit BA 9000 Zertifizierung für eine Verringerung der Überwachungskontrollen erkennen, es sei denn, alle Modelle sind auf Produktionsstandorte beschränkt, die ähnlich zertifiziert sind und mit einem BA-9000-konformen Qualitätsmanagementsystem in Betrieb sind.

## BA 9000 Zertifizierungsstellen
Einrichtungen, die beantragen, eine BA-9000-Zertifizierungsstelle zu werden, müssen neben einer ISO-17025-Zertifizierung, die jährlich beim Amt eingereicht werden muss, eine allgemeine Prüfung der Managementsysteme vor Ort einreichen. Die Akkreditierung ist in der Regel für einen Zeitraum von vier Jahren. Allerdings gibt es nur eine geringe Anzahl von Antragstellern im NIJ CTP, da aufgrund der Kosten für eine Anerkennung, den Zertifizierungsstellen der finanzielle Anreiz fehlt.